# Liste der Abkürzungen für Fachbuchreihen
Diese Liste der Abkürzungen für Fachbuchreihen enthält gebräuchliche Abkürzungen oder Siglen für Fachbuchreihen und Serienwerke, wie sie in wissenschaftlichen Beiträgen benutzt werden. Solche Abkürzungen sind Wissenschaftlern der jeweiligen Fachgebiete meist geläufig, darüber hinaus jedoch nicht weit verbreitet. Teilweise werden für dieselben Titel unterschiedliche Abkürzungen verwendet.
Nach den Abkürzungen wird der vollständige Titel der entsprechenden Fachbuchreihe angegeben und gegebenenfalls auf den zugehörigen Wikipedia-Artikel verlinkt. In Klammern wird der Erscheinungszeitraum der Reihe angegeben.
Die Liste ist alphabetisch nach den Abkürzungen sortiert. Die Liste ist nicht vollständig.

## A
- AAMO – Acta Antiqua Mediterranea et Orientalia (ab 2009 von T. R. Kämmerer in der Fachzeitschrift Alter Orient und Altes Testament (AOAT) herausgegeben)
- A.S. – Acta Sanctorum
- AA.SS. – Acta Sanctorum
- ÄA – Ägyptologische Abhandlungen (1960–), Wiesbaden[1]
- ÄAT – Ägypten und Altes Testament (1979–)
- AcOr – Acta Orientalia (1922–) Kopenhagen: Bd. 1 – Bd. 20; Leiden: ab Bd. 21
- ADB – Allgemeine Deutsche Biographie Leipzig, Bd. 1 (1875) – Bd. 56 (1912)
- ADOG – Abhandlungen der Deutschen Orient-Gesellschaft (1956–), Berlin, Saarbrücken ISSN 0417-2442
- AegMon – Aegyptiaca Monasteriensia (1996–)[2]
- ÄF – Ägyptologische Forschungen (1936–), Glückstadt
- AH – Aegyptiaca Helvetica (1974–)
- AKL – Allgemeines Künstlerlexikon (1983–)
- AM-GS – Abhandlungen der Geistes- und Sozialwissenschaftlichen Klasse
- AO – Der Alte Orient (Monographische Serie, 1903–1943), Leipzig
- AOAT – Alter Orient und Altes Testament[3]
- AOS – American Oriental Series Bd. 1 bis Bd. 94 (1925–2011)[4]
- ARW – Archiv für Religionswissenschaft (auch: Archiv für Religionswissenschaft) (1898–1941/42[?])
- AV – Archäologische Veröffentlichungen, Deutsches Archäologisches Institut, Abteilung Kairo – Deutsches Archäologisches Institut, Abteilung Kairo (1970–), Bd. 1–3: Berlin; Bd. 4-: Mainz

## B
- BAe – Bibliotheca Aegyptiaca (1932–1948)
- BBKL – Biographisch-Bibliographisches Kirchenlexikon (Band 1, 1975 – Bd. 33, 2012)
- BE – The Babylonian Expedition of the University of Pennsylvania. Series A: Cuneiform texts (1893)[5]
- BF – Burgenländische Forschungen
- BGL – Bibliothek der griechischen Literatur
- BGU – Ägyptische Urkunden aus den Staatlichen Museen Berlin, Griechische Urkunden
- BGU – Biblische Geschichtsunterricht
- BiEtud – Bibliothèque d’étude (1908–)
- BKAW – Bibliothek der klassischen Altertumswissenschaften (1911–)
- BKV – Bibliothek der Kirchenväter
- BoHa – Boğazköy – Hattuša, Ergebnisse der Ausgrabungen (1935–1984, 2003–)
- BoTU – Emil Forrer: Die Boghazkoi-Texte in Umschrift. (1922–1926 / Neudruck 1969–)
- BZAW – Beihefte zur Zeitschrift für die Alttestamentliche Wissenschaft (seit 1896)
- BZNW – Beihefte zur Zeitschrift für die Neutestamentliche Wissenschaft

## C
- CAA – Corpus Antiquitatum Aegyptiacarum
- CDA – Codex diplomaticus Anhaltinus, 6 Bände, (1867–1883)
- CDOG – Colloquien der Deutschen Orient-Gesellschaft (1997–), Berlin ISSN 1433-7401
- CDS – Codex diplomaticus Saxoniae regiae (1864–)
- CIE – Corpus Inscriptionum Etruscarum (1893–)
- CIG – Corpus Inscriptionum Graecarum (1825–)
- CIL – Corpus Inscriptionum Latinarum (1862–)
- CIMRM – Corpus Inscriptionum et Monumentorum Religionis Mithriacae, 2 Bände, (1956–1960)
- CIS – Corpus Inscriptionum Semiticarum (1891–1962)
- CIASA – Corpus des Inscriptions et Antiquités sud-arabes (1977–)
- CT – Cuneiform Texts from Babylonian Tablets in the British Museum (1896–1990)
- CUSAS – Cornell University Studies in Assyriology and Sumerology (2007−)

## D
- DE – Discussions in Egyptology[6]
- Dehio – Handbuch der deutschen Kunstdenkmäler (1905–)
- DNP – Der Neue Pauly. Enzyklopädie der Antike (1996–)

## E
- EAT – Egyptian Astronomical Texts Bd. 1 (1960) bis Bd. 4 (1972)

## F
- FDS – Collana Fonti del diritto svizzero (1894–)

## G
- GDG – Henri Gauthier: Dictionnaire des noms géographiques contenus dans les textes hiéroglyphiques Teil 1–7, Le Caire 1925–1931
- GDS – Quellensammlung zur Geschichte der deutschen Sozialpolitik 1867 bis 1914 (1949–), Mainz
- GHdA – Genealogisches Handbuch des Adels (seit 1951) Starke, Limburg (Lahn)

## H
- HÄB – Hildesheimer Ägyptologische Beiträge
- HGIÜ – Historische Griechische Inschriften in Übersetzung (1992–)
- HO – Handbuch der Orientalistik (1952–)
- HTAT – Historisches Textbuch zum Alten Testament (2011)

## I
- IG – Inscriptiones Graecae (1825–), Berlin
- ILCV – Inscriptiones Latinae Christianae Veteres, 4 Bände, (1925–1931, 1967), Berlin
- IPNB – Iranisches Personennamenbuch, (1979–), Wien

## J
- JbbDtG – Jahrbücher der Deutschen Geschichte (1832–)

## K
- KAH – Keilschrifttexte historischen Inhalts
- KÄT – Kleine Ägyptische Texte
- KBo auch KBO – Keilschrifttexte aus Boghazköi oder: Keilschrifttexte aus Boğazköy (auch Keilschrifturkunden aus Boğazköi / Keilschrifturkunden aus Boğazköy)
- KlP – Der Kleine Pauly (1964–1975)
- KLA – Künstlerlexikon der Antike Bd. 1 / Bd. 2 (2001 / 2004)
- KLNM – Kulturhistorisk Leksikon for nordisk middelalder
- Kopt. HWb – Wolfhart Westendorf, Wilhelm Spiegelberg: Koptisches Handwörterbuch C. Winter Universitätsverlag, Heidelberg 1965–1977
- KRI – K. A. Kitchen: Ramesside Inscriptions: Historical and Biographical, 8 Bände, Blackwell, Oxford 1969–1990
- KUB – Keilschrifturkunden aus Boghazköi oder Keilschrifturkunden aus Boğazköy

## L
- LÄ – Lexikon der Ägyptologie Wolfgang Helck (Hrsg.) Bd. I – VII
- LÄS – Leipziger Ägyptologische Studien
- LGG – Lexikon der ägyptischen Götter und Götterbezeichnungen (Bd. 1 – Bd. 8)
- LSCG – The Documents in Sokolowski’s Lois sacrées des cités grecques (LSCG)
- LSAM – The Documents in Sokolowski’s Lois sacrées de l’Asie Mineure (LSAM )
- LThK – Lexikon für Theologie und Kirche (Bd. 1 – Bd. 10, 1957–)
- LTUR – Lexicon Topographicum Urbis Romae, 6 Bände, (1993–2000), Rom

## M
- MÄS – Münchner Ägyptologische Studien (1962–) ISSN 0580-1427
- MÄU – Münchener ägyptologische Untersuchungen (1990–) ISSN 0936-2762
- MGG – Die Musik in Geschichte und Gegenwart (1984–)
- MGH – Monumenta Germaniae Historica (1819–)
- MGMA – Monographien zur Geschichte des Mittelalters Bd. 1 (1970/71) Bd. 52 (2003)[7]
- MonAeg – Monumenta Aegyptiaca (1968–) ISSN 0077-1376

## N
- NBL – Norsk biografisk leksikon / NBL1 = Norsk biografisk leksikon, Ausgabe 1 (1921–1983)
- NDB – Neue Deutsche Biographie Band 1 -; Duncker & Humblot, Berlin (1953 - )

## O
- OLA – Orientalia Lovaniensia Analecta (1970–) ISSN 0085-4522 [8]
- Or – Orientalia Neue Serie NS (1920–)
- OGIS – Orientis Graeci inscriptiones selectae (1903–)

## P
- PaThSt – Paderborner Theologische Studien (1974–), Paderborn[9]

## Q
- QFIAB – Quellen und Forschungen aus italienischen Archiven und Bibliotheken (1898–), Rom
- QReligG – Quellen der Religionsgeschichte (1909–1927), Göttingen

## R
- RdE – Revue d’Égyptologie (1933–), Bd. 1–6 [Kairo]; ab Bd. 7 [Paris]
- RE – Paulys Realencyclopädie der classischen Altertumswissenschaft (1893–1978)
- RES – Répertoire d’Épigraphie sémitique (1900–1968)
- RGA – Reallexikon der Germanischen Altertumskunde
- RGG – Religion in Geschichte und Gegenwart, bisher vier Auflagen
- RI – Regesta Imperii (1829–)
- RLA – Reallexikon der Assyriologie und Vorderasiatischen Archäologie (1928–)
- RTA – Reichstagsakten (1867–)

## S
- SAGA – Studien zur Archäologie und Geschichte Altägyptens
- SANER – Studies in Ancient Near Eastern Records (2012–)
- SCCNH – Studies on the Civilization and Culture of Nuzi and the Hurrians. (1981–)
- SDOG – Sendschriften der Deutschen Orient-Gesellschaft (1899–), Berlin, ZDB-ID 516555-6
- SDS – Collection des sources du droit suisse (1894–)
- SHRU – Schleswig-Holsteinische Regesten und Urkunden (1886–)
- SSRQ – Sammlung Schweizerischer Rechtsquellen (1894–)
- StAT – Studien zu den Assur-Texten (1999–), Wiesbaden, ISSN 1438-3187
- StBoT – Studien zu den Boǧazköy-Texten Wiesbaden (1965–)

## T
- TAVO – Tübinger Atlas des Vorderen Orients
- TUAT – Texte aus der Umwelt des Alten Testaments Alte Folge AF (1982–1997) / Neue Folge NF (2004–)
- THeth – Texte der Hethiter Kammerhuber, Heidelberg 1971 ff.
- TRE – Theologische Realenzyklopädie

## U
- Urk – Urkunden des aegyptischen Altertums. Deutsche Abteilung[10][11]

## V
- VG – Schriften zur Verfassungsgeschichte

## W
- WHJP – The World history of the Jewish people
- Wb – Adolf Erman, Hermann Grapow: Wörterbuch der ägyptischen Sprache Akademie-Verlag, Berlin
- WVDOG – Wissenschaftliche Veröffentlichungen der Deutschen Orient-Gesellschaft, (1900–), Berlin ISSN 0342-4464